# بيلي ريتش
بيلي ريتش (بالإنجليزية: Billy Rich)‏ هو موسيقي أمريكي، ولد في 7 أبريل 1949 في أوماها في الولايات المتحدة.

## وصلات خارجية
- الموقع الرسمي